# Seznam francoskih zdravnikov
Seznam francoskih zdravnikov.

## A
- Scipion Abeille
- Théophile Alajouanine
- Jean-Louis-Marc Alibert
- Jean Zuléma Amussat
- Eugène Apert

## B
- Georges Bardet
- Paul Joseph Barthez
- Joseph Frédéric Bérard
- Louis François Étienne Bergeret
- Claude Bernard
- Jean Bernard
- Hippolyte Bernheim
- François Bernier
- Albert Besson
- Jacques-Louis Binet
- Paul Broca
- Alain Bombard
- L. Bravais
- François-Joseph-Victor Broussais

## C
- Georges Canguilhem
- Joachim Carvallo
- Pierre Chambon
- Jean-Martin Charcot
- Guy de Chauliac
- Jean-Charles Chenu
- Arthur Chervin
- Jean Civiale
- Antoine Clot
- Laurent Colot
- André Frédéric Cournand
- Boris Cyrulnik

## D
- Ferdinand-Jean Darier
- Jean Dausset
- Marc Dax
- Bernard Debré
- Guillaume Duchenne
- Ernest Duchesne
- Guillaume Dupuytren
- Henri Dutrochet

## E
- Charles Etienne

## F
- Etienne Fallot
- Pierre Fauchard
- Jean Fernel
- Charles Foix
- Eric Fombonne
- Pierre Fouquier

## G
- Henri Gastaut
- Étienne François Geoffroy (1672–1731)
- Georges Gilles de la Tourette
- Roger Guillemin
- Joseph-Ignace Guillotin

## H
- Johann Hermann

## I
- Jean Marc Gaspard Itard

## J
- Antoine de Jussieu

## K
- Bernard Kouchner

## L
- Dominique Jean Larrey
- Charles Louis Alphonse Laveran
- Jacques Philippe Ledru (1754–1832)
- Jérôme Lejeune
- René-Primevère Lesson
- Matthias de Lobel
- Jean Guillaume Auguste Lugol
- Jules Bernard Luys

## M
- Émile Magitot
- Charles Mantoux
- Jean-Paul Marat
- Antoine Marfan
- Julien Offray de La Mettrie
- Philippe Meyer
- Balthasar de Monconys
- Luc Montagnier
- Bénédict Morel

## N
- Nostradamus

## P
- Louis Pasteur
- Guy Patin
- Philippe Pinel
- Patrice Pinell ?
- Pierre Adolphe Piorry
- Samuel Jean de Pozzi

## R
- Didier Raoult
- Maurice Raynaud
- Jean Reverzy
- Jean Rey
- Philippe Ricord
- Guillaume Rondelet
- Jean-Christophe Rufin

## S
- Henri Hureau de Sénarmont
- André Soubiran

## T
- Jean Talairach
- Jacques-René Tenon
- Gilles de la Tourette
- Armand Trousseau

## V
- Vaticinia Nostradami
- Félix Vicq-d'Azyr
- Jean Antoine Villemin
- Alfred Vulpian

## W
- Jacques-Bénigne Winslow